# 八幡市立くすのき小学校
八幡市立くすのき小学校（やわたしりつ - しょうがっこう）は、京都府八幡市男山金振にある公立小学校。

## 概要
近年の少子化に伴い、八幡市立八幡第二小学校と八幡市立八幡第四小学校を統合する形で2010年に八幡第二小学校の校地に新設された。男山団地南部を主な校区とし、市立中学校の進学先は八幡市立男山第二中学校となる。八幡市立教育研究所を併設している。

## 沿革

### 八幡第二小学校
- 1972年（昭和47年）4月1日 - 八幡町立八幡第二小学校開校
- 1973年（昭和48年） - 校舎を増築
- 1977年（昭和52年）4月1日 - 八幡町立八幡第四小学校を分離・新設
- 1977年（昭和52年）11月1日 - 綴喜郡八幡町の市制施行に伴い八幡市立八幡第二小学校となる
- 1993年（平成5年） - 八幡市立教育研究所開設
- 1996年（平成8年） - 「ことばの教室」開設
- 1998年（平成10年） - コンピューター教室設置
- 2000年（平成12年） - 給食の自校炊飯開始[1]
- 2006年（平成18年）2月1日 - 玄関をオートロック化[2]
- 2010年（平成22年）3月 - 耐震補強・老朽改修工事完了
- 2010年（平成22年）3月31日 - 閉校し、八幡市立くすのき小学校へ統合（名称変更）

### 八幡第四小学校
1976年の段階で八幡第二小学校の学級数が収容限度の40クラスあり、1977年度には教室が6クラス分不足することが予測されたため、建設費約6億7百万円をかけて八幡第二小学校から分離・新設された。その後の児童増加により、1987年には八幡市立南山小学校を分離している。しかし、近年の少子化の影響により、八幡第二小学校へ再統合された。統合の際には、八幡第二小学校と南山小学校への分割統合も検討されたが、見送られた。
- 1977年（昭和52年）4月1日 - 八幡町立八幡第二小学校から八幡町立八幡第四小学校が分離・新設され開校
- 1977年（昭和52年）11月1日 - 綴喜郡八幡町の市制施行に伴い八幡市立八幡第四小学校となる
- 1987年（昭和62年）4月1日 - 八幡市立南山小学校を分離
- 1998年（平成10年）10月12日 - 「ふるさと学習館」開館
- 2000年（平成12年） - 給食の自校炊飯開始[1]
- 2006年（平成18年）2月1日 - 玄関をオートロック化[2]
- 2010年（平成22年）3月31日 - 八幡市立八幡第四小学校閉校

### くすのき小学校
- 2009年（平成21年）5月11日 - 統合校の名称を八幡市立くすのき小学校に決定
- 2010年（平成22年）4月1日 - 2校を統合し八幡市立くすのき小学校開校

## 統合後の名称・校章
- 名称

名称については、市民や児童から募集し「くすのき小学校」「男山くすのき小学校」「わかたけ小学校」の3案に絞られた。2009年5月11日の教育委員会にて、3案から「くすのき小学校」に決定し、2009年6月26日の市議会本会議において可決された
。
- 校章

校章はくすのきの葉を図案化したもので、原案は児童によって考えられた。児童の原案を元にして、八幡第二小学校・八幡第四小学校統合推進協議会の意見を踏まえ、専門家が最終案を作成した。

## 教育目標
- 「豊かな心を持ち、生き生きと学ぶ、たくましい児童の育成」

## 目指す児童像
1. 思いやりのある子
2. 深く考え、学ぶ子
3. 健康な子

## 校区
- 旧八幡第二小学校区
  - 男山金振
  - 男山竹園
  - 男山香呂
  - 八幡長谷

- 旧男山第四小学校区
  - 男山松里
  - 男山弓岡
  - 男山吉井
  - 男山石城
  - 八幡福禄谷（一部）
  - 八幡柿ヶ谷（一部）
  - 八幡中ノ山（一部）

## 八幡市立教育研究所
南校舎に「八幡市立教育研究所」を併設している。市立学校や教育関係機関と連携して活動している。教職員の研修だけでなく、適応指導教室「エジソン広場」により、不登校児童生徒の面接指導相談も行われている。

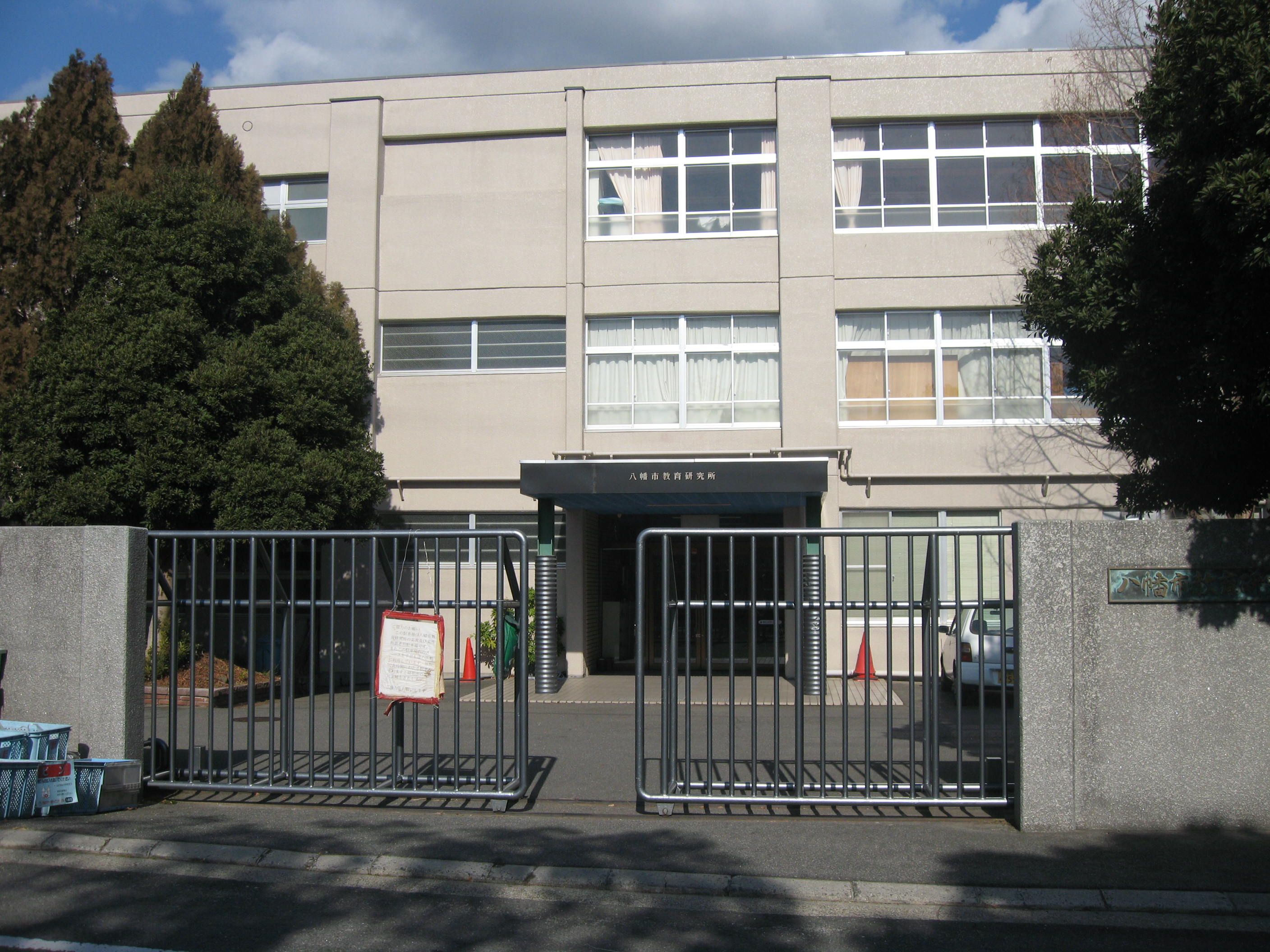
教育研究所(正門からの写真

## 学校の周辺
周辺施設
- くすのき近隣公園

周辺道路
- 市道橋本南山線

## 交通アクセス
- 鉄道利用
  - 京阪樟葉駅下車
- バス利用
  - 京阪バスバス停「くすのき小学校(八幡市)」下車

## 著名な出身者
八幡第四小学校
- 佐藤康光（将棋棋士/元将棋名人・永世棋聖。佐藤康光杯争奪将棋大会が開催されている。）

## 校区が隣接している学校
- 八幡市立南山小学校
- 八幡市立中央小学校
- 八幡市立さくら小学校
- （大阪府）枚方市立樟葉南小学校
- （大阪府）枚方市立船橋小学校